# ريفرز غوثري
ريفرز غوثري (بالإنجليزية: Rivers Guthrie)‏ هو لاعب كرة قدم ومدرب كرة قدم أمريكي، ولد في 25 سبتمبر 1972 في تشارلوت في الولايات المتحدة. شارك مع منتخب الولايات المتحدة تحت 17 سنة لكرة القدم. أما مع النوادي، فقد لعب مع أتلانتا سيلفرباكس وتامبا باي موتيني وتشارلستون بيتري وكولورادو رابيدز.

## وصلات خارجية
- ريفرز غوثري على موقع الاتحاد الدولي (مؤرشف)  (الإنجليزية)
- ريفرز غوثري على موقع الدوري الأمريكي (الإنجليزية)
- ريفرز غوثري على موقع قاعدة بيانات كرة القدم.إي يو (الإنجليزية)